# Put Yourself in My Place (Kylie Minogue)
"Put Yourself in My Place" pjesma je od Kylie Minogue, objavljena kao drugi singl s njenog albuma Kylie Minogue iz 1994. godine. 

## O pjesmi
Pjesma je objavljena kao singl 14. studenog 1994. godine pod diskografskim kućama Deconstruction Records i Mushroom Records. Napisao ju je i producirao Jimmy Harry.
Minogue je izvodila pjesmu na sljedećim koncertnim turnejama:
- Intimate and Live Tour (akustična inačica)
- On a Night Like This Tour
- KylieFever2002 (u dijelu medleya "The Crying Game Ballads Medley")
- Showgirl: The Greatest Hits Tour

Pjesma je također izvođena na televizijskom specialu iz 2001. godine, An Audience with Kylie.

### Uspjeh na top ljestvicama
Pjesma je postigla prilično dobar uspjeh. Završila je na 11. mjestu u Ujedinjenom Kraljevstvu i Australiji. Uglavnom gledana je kao jedno od Minogueinih najljepših trenutaka sa sporim tempom, posebno na koncertima uživo.

## Popis pjesama
CD1
1. "Put Yourself in My Place" (kratki radijski edit) – 3:37
2. "Put Yourself in My Place" (Dan's Quiet Storm Extended Mix) – 5:48
3. "Put Yourself in My Place" (Dan's Quiet Storm Club Mix) – 7:03
4. "Confide in Me" (Phillip Damien Mix) – 6:25

CD2
1. "Put Yourself in My Place" (radijski edit) – 4:11
2. "Put Yourself in My Place" (Driza-Bone Mix) – 4:50
3. "Put Yourself in My Place" (All-Stars Mix) – 4:54
4. "Where Is the Feeling?" (Morales Mix) – 9:55

- 12" vinilni singl u Ujedinjenom Kraljevstvu bio je limitirano izdanje.

### Službeni remiksevi
1. "Put Yourself in My Place" (Dan's Old School Mix) – 4:31
2. "Put Yourself in My Place" (akustična inačica) – 4:46[1]

## Videospot
Spot za pjesmu bio je uspješan. Redatelj bio mu je Kier McFarlane. Otvara se scenom Minogue kao u filmu Barbarella od Jane Fonda. 1995. godine dobio je ARIA nagradu za najbolji australski spot ("Best Australian Video").
Postoji nekoliko različitih uređenja spota, gdje se pokazuju drugačije scene, s više gole Minogue.

## Top ljestvice
| Top ljestvica (1995.)  | Najviša Pozicija |
| ---------------------- | ---------------- |
| Australija             | 11               |
| Ujedinjeno Kraljevstvo | 11               |